# Ciidae
Ciidae es una familia de coleópteros polífagos que habitan en los hongos Polyporales o en residuos leñosos. Son más numerosos en las regiones más cálidas, sin embargo también un número considerable de especies se encuentran cerca de los polos como en los países escandinavos, por ejemplo.

## Descripción
Son escarabajos muy pequeños, alrededor de 0,5 a 5 mm de largo. Su cuerpo es corto y cilíndrico, con frecuencia convexo, a veces con una capa lisa de pelos cortos, aunque a veces se cubre de largos pelos erizados. En su mayoría son de color marrón oscuro o negruzco. Las antenas son cortas y consisten en 8-10 segmentos. El pronoto es más ancho que largo y, a menudo formando una estructura en forma de casco. Los élitros no tiene forma cónica en la mayor parte de su longitud. Las patas son cortas.

## Ecología
Estos escarabajos generalmente habitan los hongos Polyporaceae o más raramente Corticiaceae. Las larvas y los adultos están dentro de la madriguera de los hongos, a menudo eligiendo ejemplares viejos o tejido viejo. El desarrollo completo, desde el huevo a adulto, a menudo se efectúa en dos meses a lo sumo. Unas pocas especies son plagas de hongos comerciales, como el caso de Cis chinensis, que infecta esporocarpos secos de Ganoderma lucidum.
Estos escarabajos son el alimento de muchos depredadores de insectos, como escarabajos de las familias Staphylinidae y Cleridae y de avispas parasitoides.

## Lista de géneros
Incluye los siguientes géneros:
- Acanthocis Miyatake, 1954
- Anoplocis Kawanabe, 1996
- Apterocis Perkins, 1900
- Atlantocis Israelson, 1985
- Ceracis Mellié, 1849
- Cis Latreille, 1796
- Cisarthron Reitter, 1885
- Dichodontocis Kawanabe, 1994
- Dimerapterocis Scott, 1926
- Diphyllocis Reitter, 1885
- Dolichocis Dury, 1919
- Ennearthron Mellié, 1847
- Euxestocis Miyatake, 1954
- Falsocis Pic, 1916
- Hadraule Thomson, 1859
- Hyalocis Kawanabe, 1993
- Lipopterocis Miyatake, 1954
- Malacocis Gorham, 1886
- Neoapterocis Lopes-Andrade, 2007
- Neoennearthron Miyatake, 1954
- Nipponapterocis Miyatake, 1954
- Nipponocis Nobuchi & Wada, 1955
- Octotemnus Mellié, 1847
- Odontocis Nakane & Nobuchi, 1955
- Orthocis Casey, 1898
- Paratrichapus Scott, 1926
- Paraxestocis Miyatake, 1954

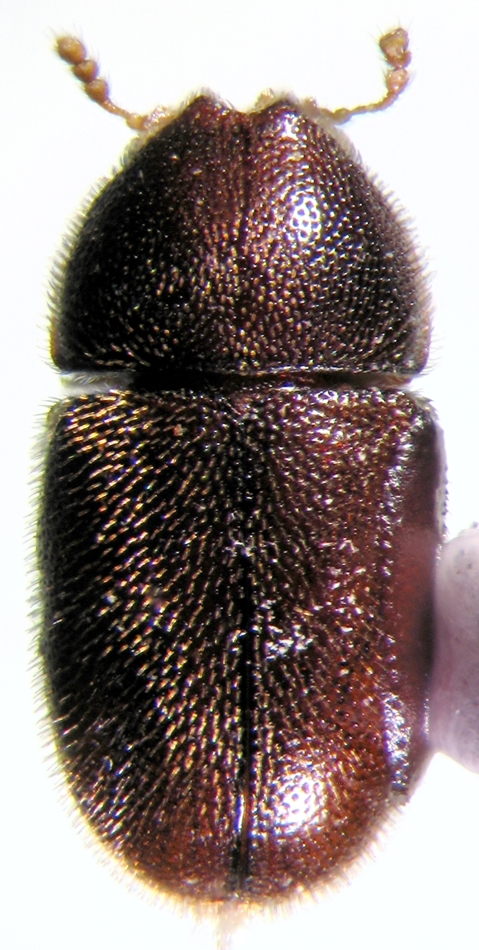
Cis chinensis (Ciinae: Ciini)

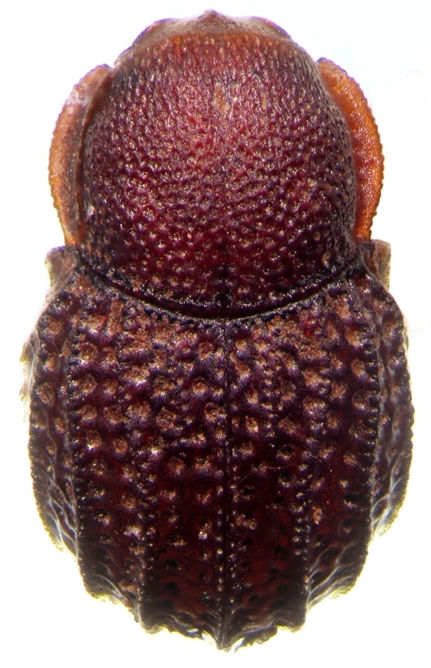
Syncosmetus japonicus (Ciinae: Xylographellini)

- Phellinocis Lopes-Andrade & Lawrence, 2005
- Plesiocis Casey, 1898
- Polynesicis Zimmerman, 1938
- Porculus Lawrence, 1987
- Rhopalodontus Mellié, 1847
- Scolytocis Blair, 1928
- Sphindocis Fall, 1917
- Strigocis Dury, 1917
- Sulcacis Dury, 1917
- Syncosmetus Sharp, 1891
- Trichapus Friedenreich, 1881
- Tropicis Scott, 1926
- Wagaicis Lohse, 1964
- Xylographella Miyatake, 1985
- Xylographus Mellié, 1847